# 小川進
小川 進（おがわ すすむ、Susumu Ogawa, 1964年 - ）は、日本の経営学者。神戸大学名誉教授（関西学院大学教授）。マサチューセッツ工科大学 (MIT) Research Affiliate (2016年-)。Ph.D. (MIT、1998年）。博士（商学）（神戸大学、2000年）。兵庫県生まれ。企業（事業）がとる戦略は個々の企業（事業）が創出する特殊解であることを『稼ぐ仕組み』（2003年 日本経済新聞社）で、経営を総合芸術として理解する必要性を沼上幹著『経営戦略の思考法』への書評（日本経済新聞社朝刊2009年12月13日）で主張し、以後、その立場をとっている。社会人や学生に対する経営学の実務への応用、実践力向上に向けた指導力でも非常に高い評価を確立しており、講演、研修の「予約が取れない」経営学者の一人である（https://www.youtube.com/watch?v=oNB02aCGXpoおよびhttps://www.youtube.com/watch?v=jIpoq3To2O8）。
ユーザーイノベーションとリードユーザーの提唱者であるMITのEric von Hippel教授の指導のもと、経営学博士を取得したただ一人の日本人であり、von Hippelとユーザーイノベーションに関する研究論文を共著で発表しているただ一人の日本人でもある。2003年以来、Open and User Innovation （以下、OUI）研究を行うメンバー達が集うOUI conferenceが 毎年、開催されているが、そのconference前日にはvon Hippelを中心に主要ユーザーイノベーション研究者（Village Elders）が招待され近況報告や今後の研究方向について議論が行われる。その会議への参加が認められているただ一人の有資格者日本人である。日本におけるユーザーイノベーション研究の父。von Hippelは小川をDoctor Son（研究上の息子）と愛着をこめて呼び、ユーザーイノベーション研究に対する小川の貢献の大きさをYouTubeで説明している。（https://www.youtube.com/watch?v=XI11xJFhauc及び小川進『世界標準の経営理論を発信した日本人経営学者たち』白桃書房2021年　結章）
- 最多被引用回数の論文

研究業績の中で、小川が当時のMITの客員研究員Frank Piller と共著で発表した”Reducing the risks of New Product Development."（MIT Sloan Management Reviewの2006年 winter vol.47 NO.2）が被引用が最も多い。同論文はクラウドソーシングとクラウドファンディングの源流となるエレファントデザイン、良品計画、ヤマハ、Threadless.comの事例を紹介しており、クラウドソーシングという名を提唱したJeff Howeの著書Crowdsourcing (Random House 2008：『クラウドソーシング』2009年 早川書房）の中でクラウドソーシングの事例を紹介する先進的論文として紹介されている。なお同論文は、ニューヨーク・タイムス(2006年2月18日）collaborative customersやビジネスウィークオンライン版（2006年7月13日）crowdsourcingで取り上げられ、MIT Sloan Management Reviewに掲載された過去の論文の中から世界のトップビジネススクールの教員が選ぶトップ20の論文にも選ばれている（2006年度）TOP20List。
- Breakthrough 論文

他にも神戸大学松尾博文教授との共著でInternational Commerce Review掲載の" Innovating Innovation"（2007年）が同紙10 Years of New Knowledge（2010年）の中で過去10年間におけるブレークスルー論文の一つとして選ばれている。
- 消費者イノベーションについて世界初の国際比較を行った研究

さらに、von HippelとJeroen De Jongとの共著である『The age of the consumer-innovator』はイノベーションを行っている消費者の実態を質問票調査し、世界で初めて国際比較した論文である（ただし、消費者イノベーターの世界初の調査は英国を対象とするvon Hippel, De Jong & Flowers (2012)の”Comparing Business and Household Sector Innovation in Consumer Products." Management Scienceであり、英国だけでなく日本、米国についても調査し世界で初めて国際比較したのが小川らが発表したこの論文だということになる）。
- 日本語でのイノベーション研究

多くが書籍の形で発表されている。川下の企業、個人が川上企業のイノベーション起点になってきたことや川下の変化に対応し、川上企業の製品開発体制が進化してきたことを事例研究を通じて明らかにしている。研究は川上から川下に向かい対象の垂直段階を下げながら行い、1973年以降に日本で起こった川下起点の製品・サービス革新を報告している。『イノベーションの発生論理』（千倉書房 2000年）はセブン―イレブンジャパンが店舗管理システムの「ユーザー」として、また消費財である加工食品の「流通企業」として川上企業を製品イノベーションに誘動する姿を描いている。その後、小川は『稼ぐ仕組み』（日本経済新聞社 2003年）で小売企業（セブン―イレブン・ジャパン）が卸売企業の高精度の納品、多頻度小口納品サービスといった機能革新の起点となったことを描き、『競争的共創論』（白桃書房 2006年）で流通起点の消費財製品革新の要請に対応し消費財メーカーが複線型開発という新しい枠組みを生み出したことを報告している。こうした研究の流れの中で小川は『ユーザーイノベーション』（東洋経済新報社 2013年）で小売段階より川下の家計部門（消費者）が製品イノベーションを無視できない規模で行っていることを事例と質問票調査の結果を使い報告している。さらに小川は、以上のような企業、ユーザー革新に加え、日本の経営学が世界的に注目されていく姿を日本経営学の革新史として描く『世界標準研究を発信した日本人経営者たち：日本経営学革新史 1976-2000年』を2021年に白桃書房から上梓している。
- ユーザーイノベーションに関する絵本的動画の発表

ユーザーイノベーションで起こる現象を絵本的動画で表現した「ユーザーイノベーションストーリー」がYouTubeで公開されており、特に英語版（A tale of user innovation）が多数回再生されている。
- 書評活動

経営書の書評を年に1回程度行っている。（ほぼすべてと言ってよいほど、出版メディアからの依頼時に指定されている）書籍の書評が出た当日はオンライン書店の総合売行き順位で100位以内に入るものが多い。書評では対象図書の読むべきポイントを読者にわかるように伝えることを心掛けている（対象図書を購入し、すでに読み終わった読者が読むだけの価値はあったと思える書評を心掛けている）。日本経済新聞の年末の「エコノミストが選ぶ経済図書ベスト10」の選者の一人に2012年を除く2005年から2022年までの17回、選ばれている（選者は毎年約15名）。
- 後進の指導

ゼミの指導学生には以下の卒業生がいる。腰塚直子（櫓フードビジネス 代表取締社長）、北川雄士（株式会社いろあわせ 代表取締役）、関灘茂A.T.カーニー日本代表、田和晃一郎（株式会社タイマーズ CEO）、やまもとりゅうけん（山本隆玄 フリーランスエンジニア）、堀口悟史（堀口海運社長）、延賀海輝（日本丸天醤油社長）、武井宏樹（池田金属工業株式会社代表取締役社長）、水野学（日本大学）、Pongtanalert Kritinee (タイ、チュラロンコン大学）、青木英彦（東京理科大学教授）など。
- 実務との関わり

経営実務との関わりも積極的に持ち、社史や企業内向けケースの作成や企業内で進める製品・サービス、事業の開発への助言、経営者育成用教育でいくつもの実績を持つ。優れたマーケティング活動を展開している企業とのものがほとんどで、関西スーパーの社外監査役（2006-2009年）や東洋水産の社外取締役（2015-2020年）の経験も持つ。

## 略歴

### 学歴
- 1987年3月 神戸大学経営学部卒業（所属ゼミは流通システム・マーケティング研究の田村正紀教授）、同大学院経営学研究科博士前期課程進学
- 1989年3月 同修了、商学修士
- 1994年8月 マサチューセッツ工科大学スローン経営学大学院進学
- 1998年5月 同修了、Ph.D
- 2000年10月 商学博士（神戸大学、学位請求論文『イノベーション主体の多様性と分布要因に関する研究』）

### 職歴
- 1989年4月 神戸大学経営学部助手
- 1992年4月 同専任講師
- 1994年8月 同助教授
- 1999年4月 神戸大学大学院経営学研究科助教授（大学院大学への組織変更に伴う）
- 2003年4月 同教授
- 2016年9月 MIT Research Affiliate

### 受賞歴
- 『イノベーションの発生論理』（千倉書房）で組織学会高宮賞（2001年）と日本商業学会 学会賞奨励賞（2001年）受賞
- 『ディマンドチェーン経営』（日本経済新聞社）で電子通信普及財団 テレコム社会科学賞 受賞（2002年）
- 論稿「日本企業のグローバル競争優位と消費者イノベーション」で東洋経済新報社 高橋亀吉記念賞 優秀賞（2012年度）受賞
- 論文「消費者イノベーションにおける開発過程コミュニケーション研究」で公益財団法人吉田秀雄記念事業財団 準吉田秀雄賞 受賞（平成23年度）
- "User-generated versus designer-generated products: A performance assessment at Muji." (with Hidehiko Nishikawa and Martin Schreier) in International Journal of Research in Marketing. 2013 同雑誌のBest Paper Award Runner-up.
- ”The Value of Marketing Crowdsourced Products as such." (with Hidehiko Nishikawa, Martin Schreier, and Christoph Fuchs) in Journal of Marketing Research, 2017でウィーン経済大学 Best Paper Award 受賞 （2018年）

- 論稿「世界標準研究を発信した日本人経営学者たち」で藤原書店主催 第16回 河上肇賞奨励賞 （2020年）受賞

### その他の活動
- 2009年5月に、経営コンサルタントの平井孝志と共編著で、実務家向けの『3分でわかるクリティカル・シンキングの基本』（日本実業出版社）が発売された。
- マーケティングの基礎についての動画を作成し、オンラインを通じてのマーケティングやイノベーション教育を積極的に行っている。
- 「小川進のマーケティング基礎」

```
第1回

第2回

第3回

第4回

第5回
```

- ユーザーイノベーションに関するアニメーション動画

```
ユーザーイノベーションストーリー

ユーザーイノベーションストーリー2
```

- 『ユーザーイノベーション』（東洋経済新報社）の内容に関する動画

```
第1回

第2回

第3回
```

## 出演番組
- NEWSゆう+（ABC、二木啓孝が出演しない時のみ。2009年夏で終了）